# Limnia
Limnia (gr. Λιμνιά, tur. Mormenekşe) – wieś na Cyprze, w dystrykcie Famagusta. Położona jest na terenie republiki Cypru Północnego.